# Витренко, Наталья Михайловна
Ната́лья Миха́йловна Витре́нко (укр. Наталія Михайлівна Вітренко; род. 28 декабря 1951, Киев) — украинский политический деятель, лидер Прогрессивной социалистической партии Украины (ПСПУ), участник Высшего совета «Международного евразийского движения», доктор экономических наук.
По убеждениям сторонница социализма, советской власти, союза Украины с Россией и Беларусью.

## Биография
Девичья фамилия — Дубинская; родилась в многодетной семье. В 1959—1965 годах вместе с матерью проживала на Донбассе в городе Константиновка, в 1965 году вернулась в Киев.
В 1969 году поступила на учётный факультет Киевского института народного хозяйства имени Д. С. Коротченко (КИНХ). Во время учёбы в вузе была Ленинским стипендиатом, членом комитета комсомола института, депутатом Совета депутатов трудящихся Советского района г. Киева. Являлась победителем республиканского и международного конкурсов научных студенческих работ.
В 1973 году окончила институт с красным дипломом и получила направление в аспирантуру КИНХа, где училась с ноября 1973 по ноябрь 1976 года. С августа по ноябрь 1973 года работала старшим экономистом в отделе статистики транспорта ЦСУ УССР.
В 1974 году вступила в КПСС. Основные научные интересы — «Статистические методы изучения эффективности производства».

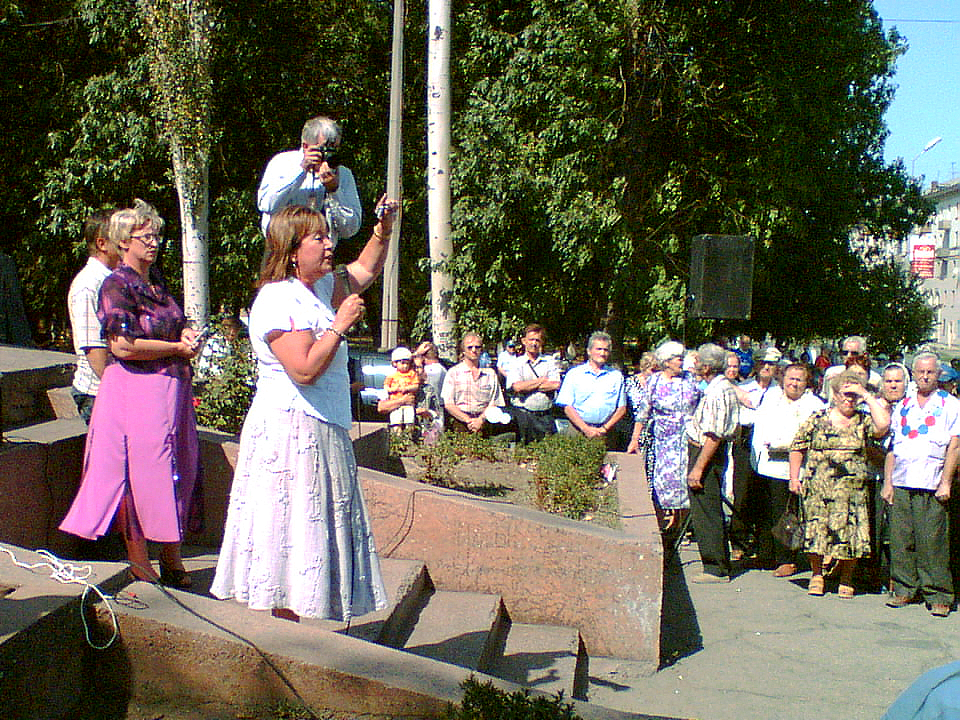
Наталья Витренко на встрече с жителями города Алчевска, сентябрь 2008 года

В марте 1977 года защитила кандидатскую диссертацию. С июня 1977 по сентябрь 1979 года работала вначале младшим, а затем старшим научным сотрудником НИИ научно-технической информации Госплана УССР, в 1979—1989 годах — доцентом кафедры статистики КИНХа.
В 1989 году перешла на работу старшим научным сотрудником в Совет по изучению производительных сил (СОПС) АН Украины.
С 1991 по 1994 год училась в докторантуре СОПСа. В апреле 1991 года выступила в СОПСе АН Украины с докладом «Приватизация и социалистический выбор», в котором резко критиковала начинающуюся в стране приватизацию.
В 1991 году принимала участие в работе над экономическим разделом новой редакции программы КПУ. После запрета КПУ активно включилась в создание Социалистической партии Украины (СПУ), стала главным разработчиком программных документов партии, руководителем теоретического центра партии, редактором партийного журнала «Выбор».
5 апреля 1994 года Витренко защитила докторскую диссертацию на тему «Региональные проблемы развития социальной инфраструктуры». Подготовила для парламента Украины экономическую программу «Основные направления становления экономики Украины в кризисный период», которая 15 июня 1994 года была принята Верховным Советом Украины. С июня 1994 по январь 1995 года Наталья Витренко работала советником по социально-экономическим вопросам председателя Верховного Совета Украины Александра Мороза. В декабре 1994 года стала народным депутатом Украины от Конотопского избирательного округа (Сумская область).
В октябре 1995 года с трибуны Верховного Совета Украины огласила альтернативную правительственной «Экономическую программу предотвращения национальной катастрофы». А. Мороз отказался поставить её на голосование, поддержав программу правительства и президента Кучмы. Витренко — автор 72 законопроектов, одна из основателей межпарламентского объединения ЗУБР (за Союз Украина-Белоруссия-Россия).
В феврале 1996 года Витренко была исключена из Соцпартии. В апреле 1996 года вместе с Владимиром Марченко создала Прогрессивную социалистическую партию Украины (ПСПУ), объявившую своей целью восстановление советской власти («власти трудового народа»), создание плановой социалистической экономики, вхождение Украины в союз с Россией и Беларусью.
В 1998 году ПСПУ под руководством Витренко преодолела 4 % барьер и прошла в парламент. Сама Наталья Витренко и Владимир Марченко победили в своих мажоритарных округах.
В ходе предвыборной кампании 2 октября 1999 года на Витренко было совершено покушение в Кривом Роге. После её встречи с избирателями в неё и сопровождавших её депутатов были брошены 2 боевые гранаты РГД-5. Витренко получила осколочные ранения, в целом пострадало 44 человека. Организатором покушения решением суда признан доверенное лицо лидера СПУ А. Мороза Сергей Иванченко. На президентских выборах 1999 года Витренко заняла 4 место, получив 10,97 % голосов избирателей.
В 2002 году Витренко возглавила двухпартийный избирательный «Блок Натальи Витренко», получивший 3,22 % голосов избирателей (при 4 % барьере).
В первом туре президентских выборов в октябре 2004 года она заняла пятое место, получив 1,53 % голосов. Во втором туре поддержала Виктора Януковича.
В парламентских выборах 2006 года ПСПУ участвовала в составе двухпартийного именного блока «Народная оппозиция». Блок возглавляла Н. Витренко. При 3 % барьере Блок набрал 2,93 %.
На выборах в местные советы 2006 года Блок Витренко «Народная оппозиция» получил представительство в 19 регионах Украины, в местные советы которых прошло около 500 депутатов от Блока.
Витренко избрана академиком Академии строительства Украины, академиком Украинской академии экономической кибернетики, член-корреспондентом Петровской академии наук и искусств Российской Федерации, профессором Института социализма Российской Федерации. В 2009 году была избрана премьер-министром оппозиционного Правительства народного спасения. Председатель ряда украинских общественных организаций: женской организации «Дар жизни» с 2000 года, организации «Собор православных женщин Украины» с 2010 года и организации «Евразийский народный союз» с 2011 года.
На выборах-2012 из-за нехватки денежных средств ни Витренко, ни возглавляемая ею партия участия не принимали.
3 августа 2014 года в СМИ прошли слухи о смерти Натальи Витренко. По мнению Витренко, это была провокация со стороны правоохранительных органов (СБУ).
Наталья Витренко — бессменный лидер ПСПУ. 18 марта 2017 года в Киеве состоялся XXXI внеочередной съезд Прогрессивной социалистической партии Украины, который переизбрал Наталью Витренко на пост председателя партии. 3 октября 2018 года XXXII внеочередной съезд Прогрессивной социалистической партии Украины единогласно переизбрал Н. М. Витренко своим председателем.

## Семья
Имеет троих детей: Ольга (род. 1972), Юрий Витренко (род. 1976), Марина (род. 1983), внуки: Михаил (род. 2000), Кристина (род. 2004), Григорий (род. 2007), Маргарита (род. 2015). Развелась с мужем в 1991 году. По меньшей мере Юрий остался жить с отцом.

## Труды
- «Социальная инфраструктура Украины: оценка уровня и перспектив развития». — Киев, 1993.